# Spindasis ducalis
Spindasis ducalis är en fjärilsart som beskrevs av Hans Fruhstorfer 1912. Spindasis ducalis ingår i släktet Spindasis och familjen juvelvingar. Inga underarter finns listade i Catalogue of Life.